# Englische Cricket-Nationalmannschaft in Neuseeland in der Saison 2007/08
Die Tour der englischen Cricket-Nationalmannschaft nach Neuseeland in der Saison 2007/08 fand vom 5. Februar bis zum 26. März 2008 statt. Die internationale Cricket-Tour war Bestandteil der Internationalen Cricket-Saison 2007/08 und umfasste drei Tests, fünf ODIs und zwei Twenty20s. England gewann die Test-Serie 2–1 und die Twenty20-Serie 2–0, während Neuseeland die ODI-Serie 3–1 gewann.

## Vorgeschichte
Neuseeland bestritt zuvor eine Tour gegen Bangladesch, England in Sri Lanka. Das letzte Aufeinandertreffen der beiden Mannschaften bei einer Tour fand in der Saison 2007 in England statt.

## Stadien
Die folgende Stadien wurden für die Tour ausgewählt.
| Stadion       | Stadt        | Kapazität | Spiele          |
| ------------- | ------------ | --------- | --------------- |
| Eden Park     | Auckland     | 50.000    | 3. ODI; 1. T20  |
| AMI Stadium   | Christchurch | 38.628    | 5. ODI; 2. T20  |
| Seddon Park   | Hamilton     | 10.000    | 1. Test; 2. ODI |
| McLean Park   | Napier       | 22.500    | 3. Test; 4. ODI |
| Basin Reserve | Wellington   | 11.000    | 2. Test; 1. ODI |

## Kaderlisten
England benannte seine Kader am 4. Januar 2008.
Neuseeland benannte seine Limited-Overs-Kader am 29. Januar und seinen Test-Kader am 1. März 2008.
| Test | Test | ODI | ODI | Twenty20 | Twenty20 |
| Neuseeland | England | Neuseeland | England | Neuseeland | England |
| --- | --- | --- | --- | --- | --- |
| - Daniel Vettori (K) - Brendon McCullum (VK & wk) - Matthew Bell - Grant Elliott - Stephen Fleming - Mark Gillespie - Jamie How - Chris Martin - Kyle Mills - Iain O’Brien - Jacob Oram - Jeetan Patel - Mathew Sinclair - Tim Southee - Ross Taylor | - Michael Vaughan (K) - Tim Ambrose (wk) - James Anderson - Ian Bell - Stuart Broad - Paul Collingwood - Alastair Cook - Steve Harmison - Matthew Hoggard - Phil Mustard (wk) - Monty Panesar - Kevin Pietersen - Owais Shah - Ryan Sidebottom - Andrew Strauss - Greame Swann | - Daniel Vettori (K) - Brendon McCullum (VK & wk) - Peter Fulton - Paul Hitchcock - Jamie How - Chris Martin - Michael Mason - Kyle Mills - Iain O’Brien - Jacob Oram - Jeetan Patel - Jesse Ryder - Scott Styris - Ross Taylor | - Paul Collingwood (K) - Tim Ambrose (wk) - James Anderson - Ian Bell - Ravi Bopara - Stuart Broad - Alastair Cook - Dimitri Mascarenhas - Phil Mustard (wk) - Kevin Pietersen - Owais Shah - Ryan Sidebottom - Greame Swann - James Tredwell - Chris Tremlett - Luke Wright | - Brendon McCullum (K & WK) - Daniel Flynn - Peter Fulton - Paul Hitchcock - Jamie How - Chris Martin - Kyle Mills - Jacob Oram - Jeetan Patel - Jesse Ryder - Tim Southee - Scott Styris - Ross Taylor - Daniel Vettori | - Paul Collingwood (K) - Tim Ambrose (wk) - James Anderson - Ian Bell - Ravi Bopara - Stuart Broad - Alastair Cook - Dimitri Mascarenhas - Phil Mustard (wk) - Kevin Pietersen - Owais Shah - Ryan Sidebottom - Greame Swann - James Tredwell - Chris Tremlett - Luke Wright |

## Tour Matches
| 2. Februar | Christchurch (VG) | England XI 295-6 (50)          | – | Canterbury 261-11 (50) |
|            |                   | England XI gewinnt mit 34 Runs |   |                        |

| 3. Februar Scorecard | Christchurch (VG) | Canterbury 218-9 (50)            | – | England XI 220-3 (42.5) |
|                      |                   | England XI gewinnt mit 7 Wickets |   |                         |

| 25. – 26. Februar Scorecard | Dunedin | England XI 369-9d (90) | – | New Zealand Selection XI 146 (50.4) & 102-3 (32) (f/o) |
|                             |         | Remis                  |   |                                                        |

| 28. Februar – 1. März Scorecard | Dunedin | England XI 131 (40.1) & 325-7 (89) | – | New Zealand Selection XI 271 (76.2) |
|                                 |         | Remis                              |   |                                     |

## Twenty20 Internationals

### Erstes Twenty20 in Auckland
| 5. Februar Scorecard | Auckland | England 184-8 (20)          | – | Neuseeland 152 (19.2) |
|                      |          | England gewinnt mit 32 Runs |   |                       |

### Zweites Twenty20 in Christchurch
| 7. Februar Scorecard | Christchurch | England 193-8 (20)          | – | Neuseeland 143-8 (20) |
|                      |              | England gewinnt mit 50 Runs |   |                       |

## One-Day Internationals

### Erstes ODI in Wellington
| 9. Februar Scorecard | Wellington (WS) | England 130 (49.4)               | – | Neuseeland 131-4 (30) |
|                      |                 | Neuseeland gewinnt mit 6 Wickets |   |                       |

### Zweites ODI in Hamilton
| 12. Februar Scorecard | Hamilton | England 158 (35.1/36)                          | – | Neuseeland 165-0 (18.1/36) |
|                       |          | Neuseeland gewinnt mit 10 Wickets (D/L method) |   |                            |

### Drittes ODI in Auckland
| 15. Dezember Scorecard | Auckland | Neuseeland 234-9 (50)                      | – | England 229-4 (44/47) |
|                        |          | England gewinnt mit 6 Wickets (D/L method) |   |                       |

### Viertes ODI in Napier
| 20. Februar Scorecard | Napier | England 340-6 (50) | – | Neuseeland 340-7 (50) |
|                       |        | Unentschieden      |   |                       |

### Fünftes ODI in Christchurch
| 23. Februar Scorecard | Christchurch | England 242-7 (50)                          | – | Neuseeland 213-6 (37/37) |
|                       |              | Neuseeland gewinnt mit 34 Runs (D/L method) |   |                          |

## Tests

### Erster Test in Hamilton
| 5. – 9. März Scorecard | Hamilton | Neuseeland 470 (138.3) & 177-9d (48) | – | England 348 (173.1) & 110 (55) |
|                        |          | Neuseeland gewinnt mit 189 Runs      |   |                                |

### Zweiter Test in Wellington
| 13. – 17. März Scorecard | Wellington | England 342 (107) & 293 (97.4) | – | Neuseeland 198 (57.5) & 311 (100.3) |
|                          |            | England gewinnt mit 126 Runs   |   |                                     |

### Dritter Test in Napier
| 22. – 26. März Scorecard | Napier | England 253 (96.1) & 467-7d (131.5) | – | Neuseeland 168 (48.4) & 431 (118.5) |
|                          |        | England gewinnt mit 121 Runs        |   |                                     |

## Statistiken
Die folgenden Cricketstatistiken wurden bei dieser Tour erzielt.
| Tests           | Tests      | Tests   | Tests   | Tests   | Tests   | Tests   | Tests   | Tests   |
| Batting         | Batting    | Batting | Batting | Batting | Batting | Batting | Batting | Batting |
| Spieler         | Mannschaft | Spiele  | Innings | Runs    | Average | HS      | 100s    | 50s     |
| --------------- | ---------- | ------- | ------- | ------- | ------- | ------- | ------- | ------- |
| Ross Taylor     | Neuseeland | 3       | 6       | 310     | 51,66   | 120     | 1       | 3       |
| Stephen Fleming | Neuseeland | 3       | 6       | 297     | 49,50   | 66      | 0       | 3       |
| Andrew Strauss  | England    | 3       | 6       | 274     | 45,66   | 177     | 1       | 0       |
| Kevin Pietersen | England    | 3       | 6       | 259     | 43,16   | 129     | 1       | 0       |
| Ian Bell        | England    | 3       | 6       | 250     | 50,00   | 110     | 1       | 1       |
| Bowling         |            |         |         |         |         |         |         |         |
| Spieler         | Mannschaft | Spiele  | Overs   | Wickets | Average | BBI     | 5W      | 10W     |
| Ryan Sidebottom | England    | 3       | 141     | 24      | 17,08   | 7/47    | 3       | 1       |
| Monty Panesar   | England    | 3       | 122.3   | 11      | 30,18   | 6/126   | 1       | 0       |
| Chris Martin    | Neuseeland | 3       | 133.4   | 11      | 34,90   | 3/33    | 0       | 0       |
| Kyle Mills      | Neuseeland | 2       | 87.1    | 10      | 22,20   | 4/16    | 0       | 0       |
| Jacob Oram      | Neuseeland | 2       | 74      | 8       | 14,87   | 3/44    | 0       | 0       |
| Stuart Broad    | England    | 2       | 84      | 8       | 31,25   | 3/54    | 0       | 0       |
| James Anderson  | England    | 2       | 59      | 8       | 35,37   | 5/73    | 1       | 0       |
| Jeetan Patel    | Neuseeland | 2       | 102.5   | 8       | 35,87   | 3/107   | 0       | 0       |

| ODIs             | ODIs       | ODIs    | ODIs    | ODIs    | ODIs    | ODIs    | ODIs    | ODIs    |
| Batting          | Batting    | Batting | Batting | Batting | Batting | Batting | Batting | Batting |
| Spieler          | Mannschaft | Spiele  | Innings | Runs    | Average | HS      | 100s    | 50s     |
| ---------------- | ---------- | ------- | ------- | ------- | ------- | ------- | ------- | ------- |
| Brendon McCullum | Neuseeland | 5       | 5       | 261     | 65,25   | 80*     | 0       | 3       |
| Jamie How        | Neuseeland | 5       | 4       | 201     | 50,25   | 139     | 1       | 0       |
| Jesse Ryder      | Neuseeland | 5       | 5       | 196     | 49,00   | 79*     | 0       | 1       |
| Alastair Cook    | England    | 5       | 5       | 184     | 36,80   | 69      | 0       | 2       |
| Kevin Pietersen  | England    | 5       | 5       | 165     | 33,00   | 50      | 0       | 1       |
| Bowling          |            |         |         |         |         |         |         |         |
| Spieler          | Mannschaft | Spiele  | Overs   | Wickets | Average | BBI     | 5W      | 10W     |
| Daniel Vettori   | Neuseeland | 5       | 43.1    | 8       | 19,25   | 2/16    | 0       | 0       |
| Stuart Broad     | England    | 5       | 38      | 8       | 25,75   | 3/26    | 0       | 0       |
| Ryan Sidebottom  | England    | 5       | 45      | 6       | 34,16   | 3/51    | 0       | 0       |
| Chris Martin     | Neuseeland | 5       | 37      | 5       | 40,80   | 2/22    | 0       | 0       |
| Kyle Mills       | Neuseeland | 5       | 44      | 5       | 42,80   | 4/36    | 0       | 0       |

| Twenty20s           | Twenty20s  | Twenty20s | Twenty20s | Twenty20s | Twenty20s | Twenty20s | Twenty20s | Twenty20s |
| Batting             | Batting    | Batting   | Batting   | Batting   | Batting   | Batting   | Batting   | Batting   |
| Spieler             | Mannschaft | Spiele    | Innings   | Runs      | Average   | HS        | 100s      | 50s       |
| ------------------- | ---------- | --------- | --------- | --------- | --------- | --------- | --------- | --------- |
| Paul Collingwood    | England    | 2         | 2         | 80        | 40,00     | 54        | 0         | 1         |
| Owais Shah          | England    | 2         | 2         | 70        | 35,00     | 47        | 0         | 0         |
| Jacob Oram          | Neuseeland | 1         | 1         | 61        | 61,00     | 61        | 0         | 1         |
| Phil Mustard        | England    | 2         | 2         | 60        | 30,00     | 40        | 0         | 0         |
| Kevin Pietersen     | England    | 2         | 2         | 46        | 23,00     | 43        | 0         | 0         |
| Bowling             |            |           |           |           |           |           |           |           |
| Spieler             | Mannschaft | Spiele    | Overs     | Wickets   | Average   | BBI       | 5W        | 10W       |
| Ryan Sidebottom     | England    | 2         | 7.2       | 5         | 7,00      | 3/16      | 0         | 0         |
| Dimitri Mascarenhas | England    | 2         | 8         | 4         | 11,00     | 2/19      | 0         | 0         |
| Graeme Swann        | England    | 2         | 6         | 3         | 15,33     | 2/30      | 0         | 0         |
| Tim Southee         | Neuseeland | 2         | 8         | 3         | 20,00     | 2/22      | 0         | 0         |
| Kyle Mills          | Neuseeland | 2         | 8         | 3         | 26,00     | 2/43      | 0         | 0         |
| Chris Martin        | Neuseeland | 2         | 8         | 3         | 26,33     | 2/34      | 0         | 0         |

## Player of the Series
Als Player of the Series wurden die folgenden Spieler ausgezeichnet.
| Serie | Player of the Series |
| ----- | -------------------- |
| Test  | Ryan Sidebottom      |

### Player of the Match
Als Player of the Match wurden die folgenden Spieler ausgezeichnet.
| Spiel   | Player of the Match |
| ------- | ------------------- |
| 1. Test | Daniel Vettori      |
| 2. Test | Tim Ambrose         |
| 3. Test | Ryan Sidebottom     |
| 1. ODI  | Scott Styris        |
| 2. ODI  | Jesse Ryder         |
| 3. ODI  | Paul Collingwood    |
| 4. ODI  | Jamie How           |
| 5. ODI  | Brendon McCullum    |
| 1. T20  | Dimitri Mascarenhas |
| 2. T20  | Paul Collingwood    |